# Cristo (pel·lícula)
Cristo és un documental espanyol del 1954 dirigit per Margarita Alexandre, basat en La vida de Cristo de Fra Justo Pérez de Urbel. Relata la vida de Jesucrist fent serví obres pictòriques d'El Greco, Tiziano o Rubens i amb les veus dels actors Fernando Rey, José María Seoane, María Jesús Valdés, Carlos Muñoz, Félix Dafauce, José María Lado i José María Prada, amb música de Johann Sebastian Bach, Ludwig van Beethoven, Charles Gounod, George Frideric Handel, Tomás Luis de Victoria, Richard Wagner i altres interpretada per l'Orfeó Donostiarra dirigida per Juan Guridi.

## Premis
Medalles del Cercle d'Escriptors Cinematogràfics
| Any  | Categoria      | Pel·lícula        | Resultat   |
| ---- | -------------- | ----------------- | ---------- |
| 1953 | Premi Especial | Millor pel·lícula | Guanyadora |

La pel·lícula va aconseguir un premi econòmic de 150.000 ptes, als premis del Sindicat Nacional de l'Espectacle de 1953.